# Izrael vasúti közlekedése
Izrael vasúthálózatának hossza 1511 km, 1435 mm nyomtávú.
Izraelben a vasúti közlekedés magában foglalja a nehézvasutat (távolsági-, elővárosi- és teherforgalom), valamint a könnyűvasutat. A könnyűvasút nélkül a hálózat 1511 kilométernyi pályából áll, és folyamatosan bővül. Valamennyi vonal normál nyomtávú, és 2023-tól a nehézvasúti hálózat körülbelül egyötöde villamosított, és további villamosítási munkálatok vannak folyamatban. A teljes nehézvasúti hálózatot egy állami tulajdonú vasúttársaság, az Israel Railways kezeli. A hálózat nagy része a sűrűn lakott tengerparti síkságon található.
Az izraeli vasútvonalak egy része az államalapítás előtti időkből - a Palesztináért felelős brit mandátum idejéből és még korábbról - származik. Az állam első éveiben a vasúti infrastruktúrát kevésbé tartották fontosnak, mint a közúti infrastruktúrát, és a parti vasútvonal 1950-es évek eleji megépítését leszámítva a hálózatra egészen az 1980-as évek végéig kevés beruházás történt. 1993-ban vasúti összeköttetést nyitottak az északi parti vasút és a déli vonalak (a Jeruzsálembe vezető vasút és a Beersebába vezető vasút) között Tel-Avivon keresztül. Korábban az északi és a déli vasútvonalak közötti egyetlen összeköttetés Tel-Aviv térségét - Izrael lakossági és kereskedelmi központját - kerülte meg. Az országos vasúthálózat Tel-Aviv szívén keresztül történő összekapcsolása jelentős mértékben elősegítette a teljes hálózat további bővítését az 1990-es és 2000-es években, és a nagyszabású infrastrukturális beruházások eredményeként az utasforgalom jelentősen megnőtt, az 1990-es évi mintegy 2,5 millióról 2018-ra mintegy 67 millióra.
Izrael tagja a Nemzetközi Vasúti Szövetségnek, UIC országkódja 95. Jelenleg az országnak nincs vasúti összeköttetése a szomszédos országokkal, de egy ilyen összeköttetést terveznek Jordániával. A korábbi években további összeköttetések léteztek Egyiptommal, Libanonnal és Szíriával. A közúti járművekkel és az utcai villamosokkal ellentétben Izraelben a vonatok a bal oldali vágányokon közlekednek.
A nehézvasút mellett több városi közlekedési vasútvonal is működik vagy épül Izraelben. Ezek közé tartozik egy rövid siklós földalatti vasút Haifában, amely 1959-ben nyílt meg (Carmelit), egy könnyűvasút Jeruzsálemben (2011-ben nyílt meg) és egy másik könnyűvasút Tel-Avivban, amely 2023-ban kezdte meg működését.

## Metró/könnyűvasút

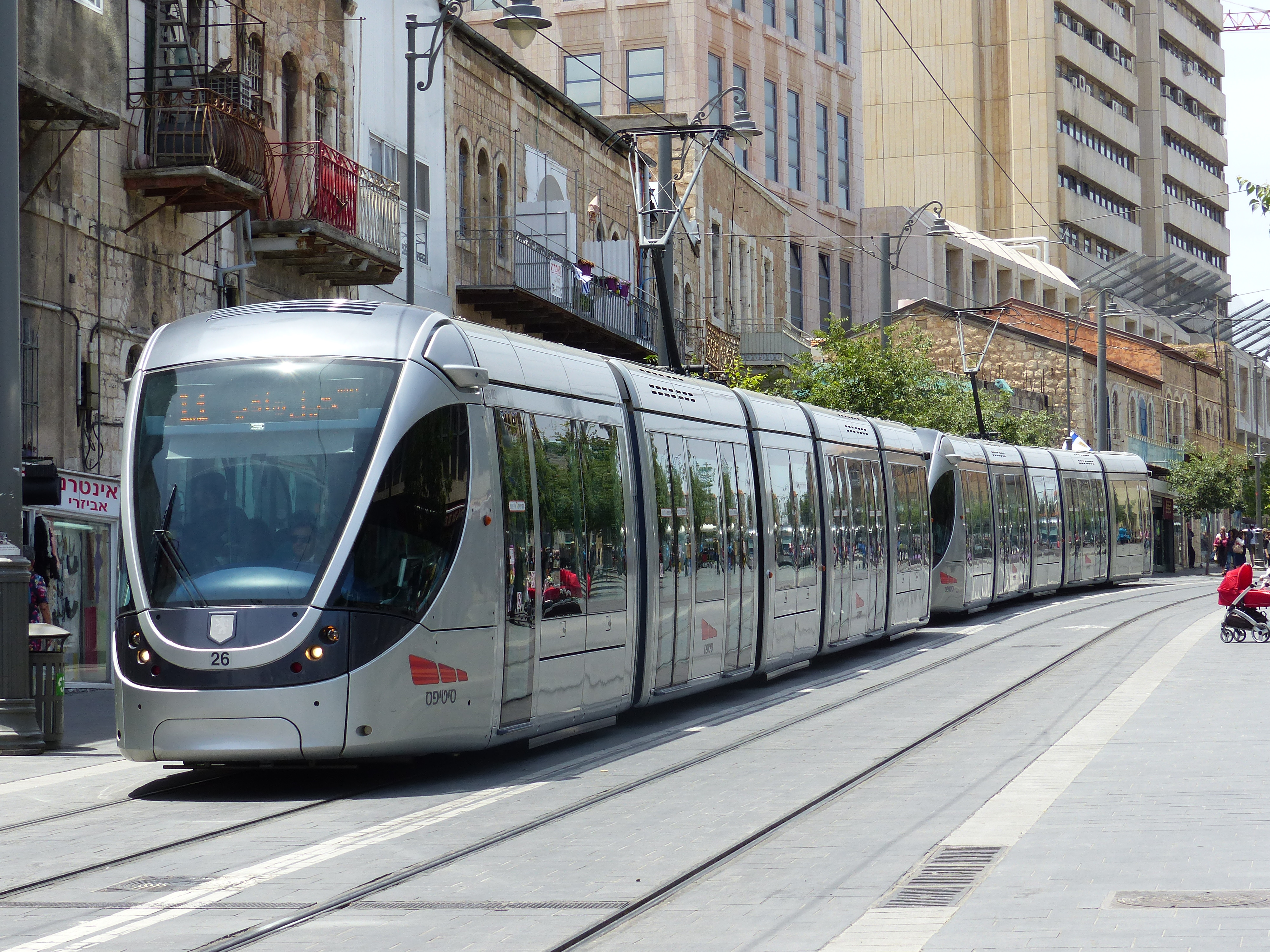
Egy jeruzsálemi könnyűvasúti villamos a jeruzsálemi Jaffa Roadon

Izrael első villamosvonala a jeruzsálemi villamos, amely 2011-ben nyílt meg. A vonal 13,8 km hosszú, és a nyugati Herzl-hegytől a keleti Pisgat Ze'evig tart. A nyugati oldal meghosszabbítása Hadassah Ein Keremig, a keleti oldalé pedig Neve Ya'akovig épül, és 2023-ban nyitották meg. A zöld vonal építés alatt áll (a tervek szerint 2025-ben nyitják meg).
Tel-Aviv nagyvárosi területén jelentős LRT-hálózat épül, a Tel Aviv Light Rail három vonala összesen 90 km hosszú és 139 állomással rendelkezik. A Vörös vonal (2023-ban nyitották meg) az északkeleti Petah Tikvát köti össze a délnyugati Bat Yammal, a fő 12 km-es (Bnei Brakot, Ramat Gan-t és Tel-Avivot érintő) földalatti szakasszal. A Zöld vonal délen Holont köti majd össze Rishon LeZionig tartó meghosszabbítással, északon pedig Herzelia nyugati részét Tel-Aviv északi részeivel, beleértve a Tel-Aviv-i Egyetemet is. A lila vonal Tel Aviv Savidor központi pályaudvaráról indul, áthalad a városon, és kelet felé halad tovább Jehudig, Kiryat Ono és a Bar Ilan Egyetemig tartó meghosszabbítással. Mind a zöld vonal, mind a lila vonal építése folyamatban van, és a várható megnyitási év 2027/2028.
A Tel Aviv-i metró, egy kiterjedt, 3 vonalas metrórendszer, Tel Aviv és a környező városok számára a Gush Dan térségében van tervben. Ez 3 vonalból áll majd, összesen 150 km hosszúságban és 109 állomással. Jelenleg az építkezés megkezdését 2025-re, az első szakaszok üzembe helyezését pedig 2032-re tervezik.
A Haifa-Názáret-vasútvonal egy tervezett 41 km-es villamosított vasútvonal, amely a tervek szerint 20 állomással rendelkezik majd, és Haifát Názárettel köti össze. 2022-ben kezdődött az előzetes építkezés, és 2024 februárjában bejelentették, hogy az Alstom, az Electra és a Manrav konzorciumot választották ki a vonal megépítésére és 25 éves üzemeltetésére. A szerződést hivatalosan 2024. május 16-án írták alá. Az építkezésnek 2025-ben kell megkezdődnie, és legalább 4 évig fog tartani. 2024-től Názáret lesz Izrael legnagyobb városa, ahol nincs vasúti személyszállítás.
A Beersheba városát és a környező településeket kiszolgáló Beersheba Light Rail-t 2023 augusztusában hagyták jóvá. Várhatóan 2033-ra készül el.
Haifában 1959-ben megnyílt egy földalatti siklóvasútvonal, a Carmelit. Hossza 1,8 km, és 6 állomással rendelkezik. Ha metróként definiálnánk (a legtöbb definíció kizárja a „metró” kategóriából), akkor ez lenne az első a MENA-régióban, illetve a második a Tünel után, amely az akkori Oszmán Birodalomban épült, de általában nem tekintik metrónak.

## Vasúti kapcsolata más országokkal
- Egyiptom - megszűnt
- Jordánia - tervezett
- Libanon - nincs
- Szíria - megszűnt (eltérő nyomtávolság)

## Képgaléria

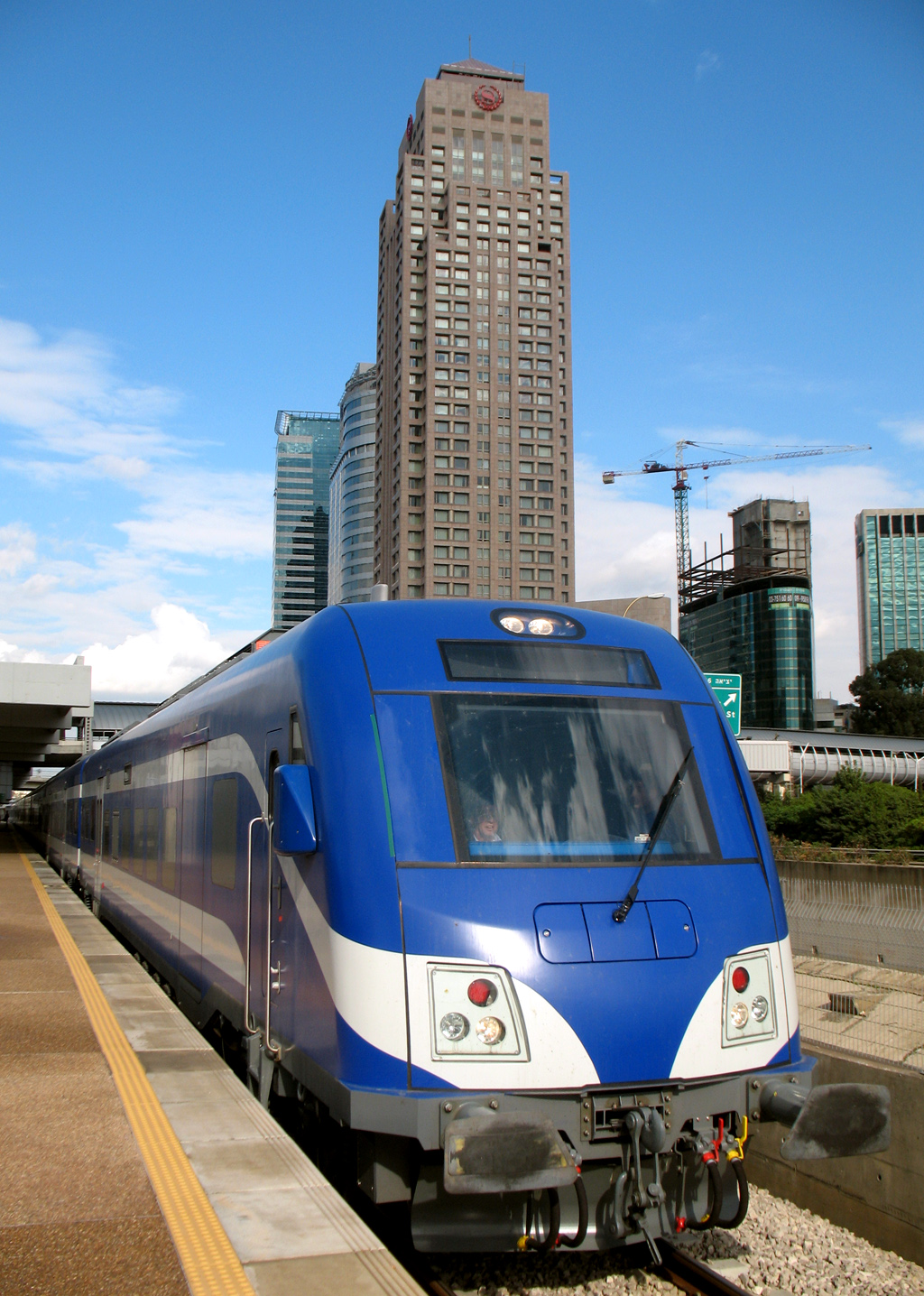
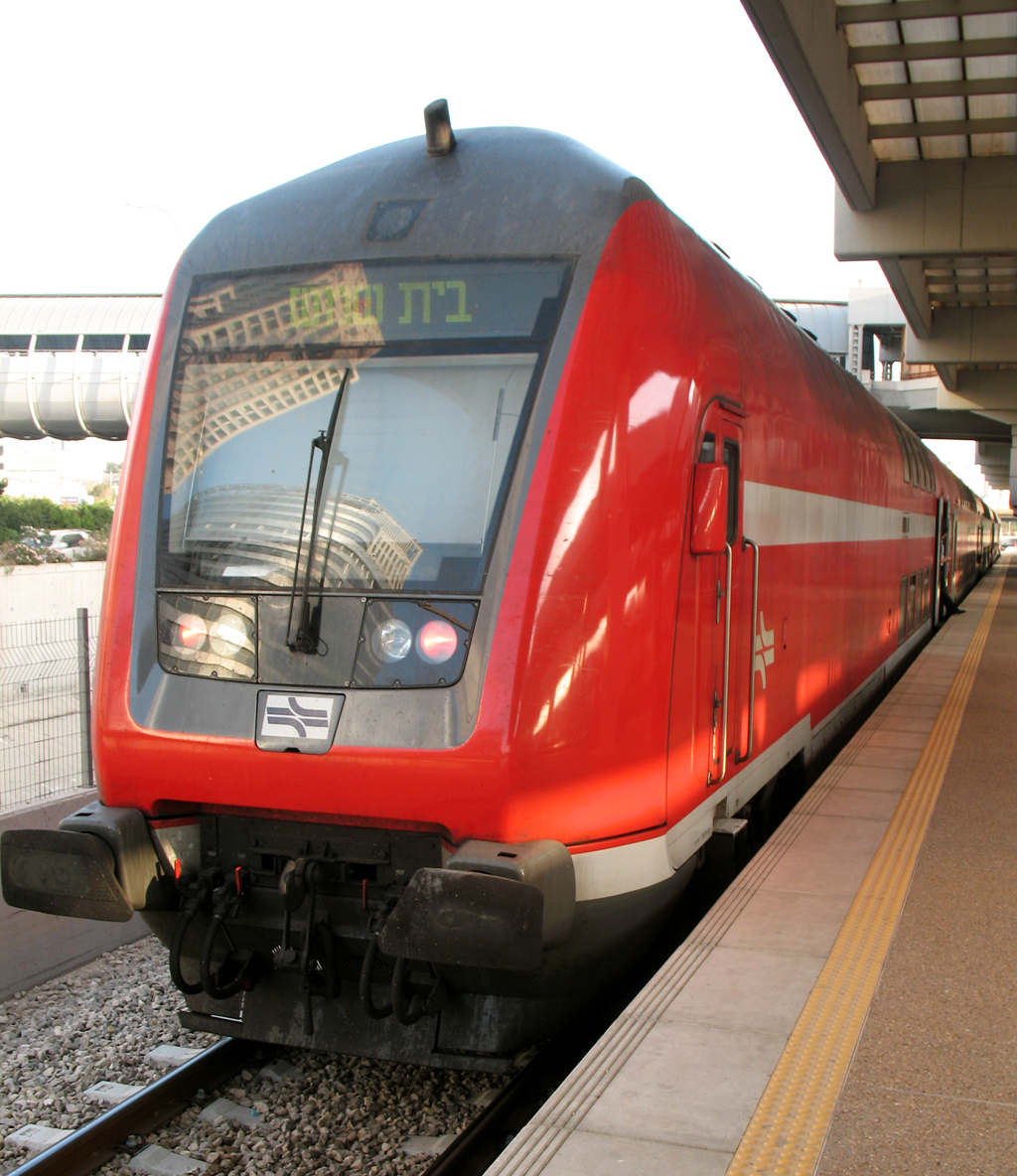
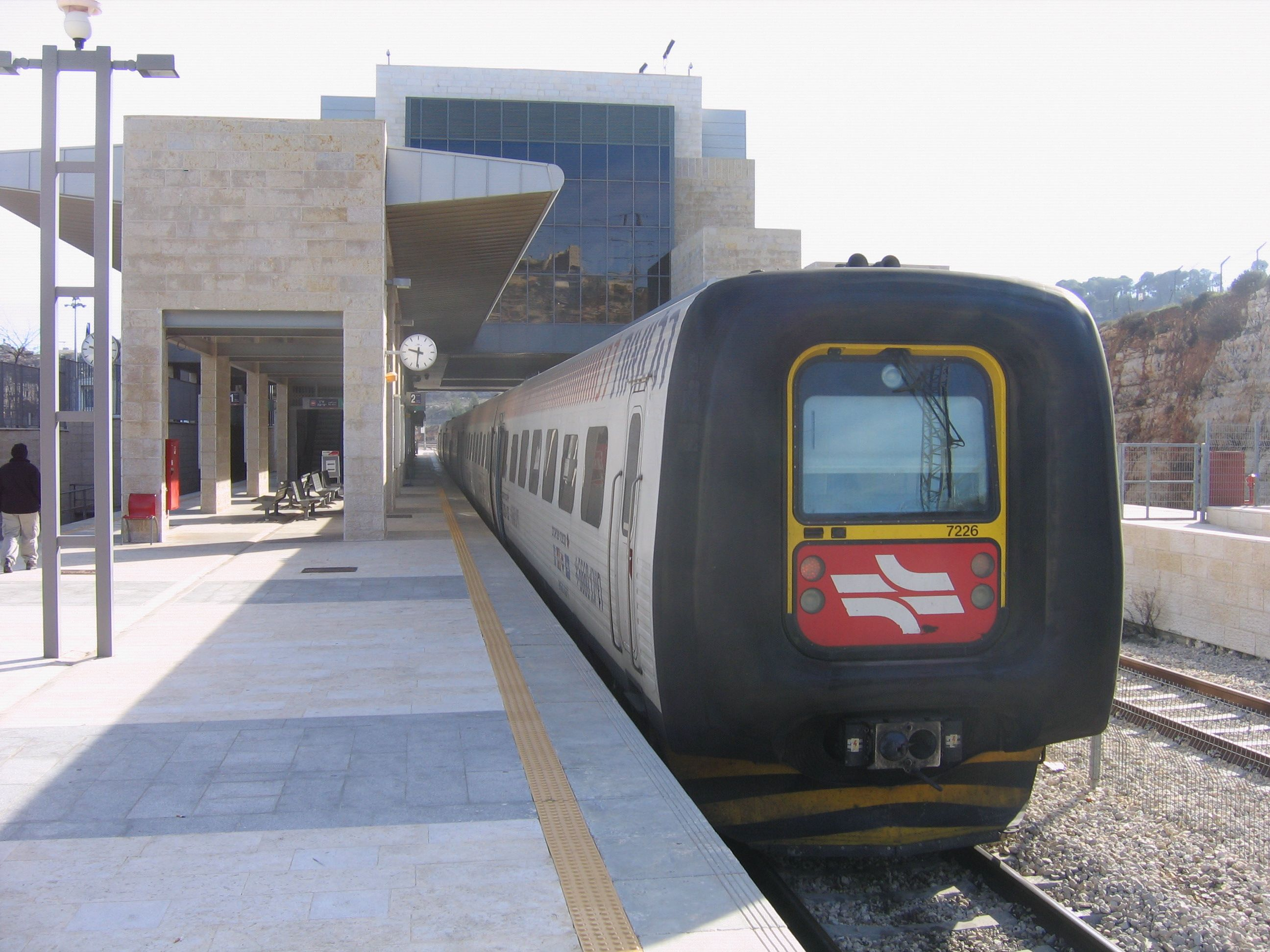